# Matorral del Messico centrale
Il matorral del Messico centrale è un'ecoregione appartenente al bioma dei deserti e macchia xerofila; situata, come dice il nome, nel Messico centrale, è la più meridionale delle ecoregioni dell'ecozona neartica.

## Geografia
Il matorral del Messico centrale copre un'area di 59400 chilometri quadrati nella parte meridionale dell'altopiano messicano.
L'altopiano messicano è delimitato a est dalla Sierra Madre Orientale, a sud dalla Fascia Vulcanica Trasversale e a ovest dalla Sierra Madre Occidentale. Il matorral del Messico centrale copre gran parte della sua zona meridionale, dalla Valle del Messico a sud-est fino al Río Bolaños a nord-ovest.
Il matorral del Messico centrale confina con le ecoregioni delle foreste di pini e querce della Sierra Madre Orientale a est e nord-est, delle foreste di pini e querce della Fascia Vulcanica Trasversale a sud-est e delle foreste di pini e querce della Sierra Madre Occidentale a nord-ovest. Un'enclave isolata occupa la Valle di Toluca. Le catene montuose più alte dell'altopiano ospitano isole di foreste di pini e querce, isolate da aree di matorral a quote più basse.
A sud-ovest, il matorral del Messico centrale è delimitato da foreste tropicali aride: le foreste aride del Bajío nel bacino del Río Lerma e le foreste aride di Sinaloa lungo il corso inferiore del Río Grande de Santiago e dei suoi affluenti.
A nord-ovest, il matorral del Messico centrale cede il passo al matorral della Meseta Central, che copre la parte centrale dell'altopiano messicano.
La parte orientale del matorral del Messico centrale è drenata dal Río Pánuco e dai suoi affluenti, la parte centrale dal Río Lerma e dai suoi affluenti e la parte occidentale dagli affluenti settentrionali del Río Grande de Santiago, come il Río Verde e il Río Bolaños. La Valle del Messico è un bacino endoreico, le cui acque defluiscono nei laghi centrali.
Nell'ecoregione si trova Città del Messico, la più grande metropoli dell'America settentrionale. Altre città che sorgono nell'ecoregione sono Toluca, San Luis Potosí, Aguascalientes, Zacatecas, San Miguel de Allende, Dolores Hidalgo, San Juan del Río, Pachuca e Actopan.

## Clima
Il clima è subtropicale e semi-arido, con estati calde e piogge estive occasionali. Gli inverni sono freddi, soprattutto alle quote più elevate.

## Flora
La vegetazione caratteristica è quella arbustiva secca, detta matorral. Prevalgono i cactus e le piante a rosetta. Tra i cactus sono presenti varie specie di fico d'India (opunzie – Opuntia robusta, O. streptacantha e O. leucotricha –, Ferocactus latispinus, Mammillaria magnimamma e Cylindropuntia imbricata). Le piante a rosetta sono rappresentate da agavi come Agave lechuguilla, yucche come Yucca filifera e Y. decipiens, Hechtia podantha e specie di Dasylirion. Altri arbusti e alberi bassi includono Schinus molle, Vachellia farnesiana e Mimosa biuncifera. Il suolo è ricoperto da graminacee e altre piante erbacee.
Nella Valle del Messico le piante prevalenti del matorral sono Opuntia streptacantha, Zaluzania augusta, Yucca filifera, Schinus molle e Mimosa biuncifera. Sui suoli salini della valle si trovano praterie di alofile e bassi arbusti, tra cui il romerito (Suadea mexicana).

## Fauna
Tra i mammiferi sono presenti il cervo della Virginia (Odocoileus virginianus), il coyote (Canis latrans), il pecari dal collare (Pecari tajacu), l'armadillo dalle nove fasce (Dasypus novemcinctus), l'opossum della Virginia (Didelphis virginiana), lo skunk macchiato meridionale (Spilogale angustifrons), il silvilago messicano (Sylvilagus cunicularius), il silvilago di Audubon (S. audubonii) e il citello delle rocce (Otospermophilus variegatus).
Tra gli uccelli ricordiamo il gracchio messicano (Quiscalus mexicanus), la tortora lamentosa americana (Zenaida macroura), il gufo dello Stige (Asio stygius), la poiana della Giamaica (Buteo jamaicensis), l'albanella reale (Circus cyaneus), il falco della prateria (Falco mexicanus), la poiana di Harris (Parabuteo unicinctus), il barbagianni americano (Tyto furcata), l'ittero dal cappuccio (Icterus cucullatus) e il corvo imperiale (Corvus corax).

## Aree protette
La superficie protetta dell'ecoregione è pari al 5,4%. Tra le varie aree protette qui presenti ricordiamo i parchi nazionali Gogorrón, El Cimatario, Los Remedios, El Tepeyac e Molino de Flores Nezahualcóyotl.